# Sultanato di Yogyakarta
Il Sultanato di Yogyakarta è uno dei sultanati che compongono ancora oggi l'Indonesia. Antico stato indipendente, oggi è stato incluso all'interno della repubblica indonesiana, pur costituendo formalmente uno stato a sé stante.

## Storia

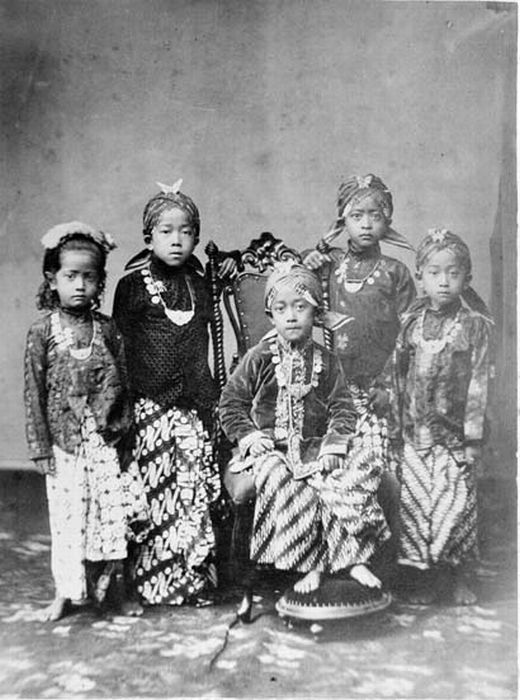
Principi e principesse del sultanato di Yogyakarta (1870)

Dall'epoca del sultano Agung, il Sultanato di Mataram era in declino per le lotte interne al sultanato stesso. A peggiorare le cose, la Compagnia delle Indie Orientali olandese era intenzionata a porsi in mezzo a queste lotte onde trarre delle colonie per la madrepatria. Al picco del conflitto, il sultanato Mataram venne diviso in due sulla base del Trattato di Giyanti del 13 febbraio 1755, andando così a costituire il sultanato di Yogyakarta e il sunanato di Surakarta.
Durante l'epoca dell'occupazione olandese due furono i principati nell'area: il sultanato di Yogyakarta (che venne mantenuto) e il più piccolo ducato di Pakualaman.
Il governo coloniale olandese predispose degli accordi che limitarono sempre più il potere dei sovrani locali, legandoli a doppio filo al governo dei Paesi Bassi. Quando venne proclamata l'indipendenza dell'Indonesia al termine della seconda guerra mondiale, i regnanti locali, il sultano di Yogyakarta e il principe di Pakualaman, dichiararono ufficialmente la loro fedeltà alla repubblica dell'Indonesia. Queste due regioni vennero unificate a formare la regione speciale di Yogyakarta, della quale venne posto a capo il sultano come governatore di Yogyakarta e il principe di Pakualaman come vice governatore; entrambi avrebbero risposto direttamente al presidente dell'Indonesia. La regione speciale venne ufficialmente legalizzata il 3 agosto 1950.
La situazione creatasi, dunque, costituisce un ibrido d'unione tra la precedente situazione monarchica e la nuova politica repubblicana che hanno trovato un perfetto equilibrio, tramutando gli ex sovrani in funzionari di stato. Il primo governatore della regione speciale fu l'ultimo sultano di Yogyakarta, Hamengkubuwono IX, che detenne la carica a vita, come del resto i suoi successori.

## Sultani di Yogyakarta (1755–oggi)
I sultani di Yogyakarta, sin dalla fondazione dello stato, sono appartenuti tutti alla medesima famiglia, gli Hamengkubuwono. Le date indicate sono quelle di reggenza del regno.
| N°  | Nome                                       | Inizio del regno | Fine del regno   | Note     |
| 1.  | Hamengkubuwono I Raden Mas Sujana          | 13 febbraio 1755 | 24 marzo 1792    |          |
| 2.  | Hamengkubuwono II Raden Mas Sundoro        | 2 aprile 1792    | 31 dicembre 1810 | 1° regno |
| 3.  | Hamengkubuwono III Raden Mas Surojo        | 31 dicembre 1810 | 28 dicembre 1811 | 1° regno |
| 2.  | Hamengkubuwono II Raden Mas Sundoro        | 28 dicembre 1811 | 28 giugno 1812   | 2° regno |
| 3.  | Hamengkubuwono III Raden Mas Surojo        | 28 giugno 1812   | 3 novembre 1814  | 2° regno |
| 4.  | Hamengkubuwono IV Raden Mas Ibnu Jarot     | 9 novembre 1814  | 6 dicembre 1823  |          |
| 5.  | Hamengkubuwono V Raden Mas Gathot Menol    | 19 dicembre 1823 | 17 agosto 1826   | 1° regno |
| 2.  | Hamengkubuwono II Raden Mas Sundoro        | 17 agosto 1826   | 2 gennaio 1828   | 3° regno |
| 5.  | Hamengkubuwono V Raden Mas Gathot Menol    | 17 gennaio 1828  | 5 giugno 1855    | 2° regno |
| 6.  | Hamengkubuwono VI Raden Mas Mustojo        | 5 luglio 1855    | 20 luglio 1877   |          |
| 7.  | Hamengkubuwono VII Raden Mas Murtejo       | 22 dicembre 1877 | 29 gennaio 1921  |          |
| 8.  | Hamengkubuwono VIII Raden Mas Sujadi       | 8 febbraio 1921  | 22 ottobre 1939  |          |
| 9.  | Hamengkubuwono IX Raden Mas Dorodjatun     | 18 marzo 1940    | 2 ottobre 1988   |          |
| 10. | Hamengkubuwono X Raden Mas Herjuno Darpito | 7 marzo 1989     | in carica        |          |